# Jackson do Pandeiro
Jackson do Pandeiro, pseudonyme de José Gomes Filho, né le 31 août 1919 à Alagoa Grande (Paraíba, Brésil) et mort le 10 juillet 1982 à Brasilia, est un musicien de samba et de forró. Il a été, avec Luiz Gonzaga, le responsable de la diffusion dans tout le pays de chansons nées dans la région nord-est du Brésil.

## Succès
- A feira, Mônica Silveira et Nonato Buzar (1970)
- A mulher do Aníbal, Genival Macedo et Nestor de Paula (1954)
- Cabo Tenório, Rosil Cavalcanti (1954)
- Cantiga do sapo, Buco do Pandeiro et Jackson do Pandeiro (1959)
- Casaca-de-couro, Ruy de Moraes e Silva (1959)
- Chiclete com banana, Almira Castilho et Gordurinha (1959)
- Chuchu beleza, João Silva et Raymundo Evangelista (1973)
- Coco do Norte, Rosil Cavalcanti (1955)
- Como tem Zé na Paraíba, Catulo de Paula et Manezinho Araújo (1962)
- Cremilda, Edgar Ferreira (1955)
- Cumpadre João, Jackson do Pandeiro et Rosil Cavalcanti (1958)
- Dezessete na corrente, Edgar Ferreira et Manoel Firmino Alves (1958)
- Ele disse, Edgar Ferreira (1956)
- Falso toureiro, José Gomes et Heleno Clemente (1956)
- Forró de Surubim, Antônio Barros et José Batista (1959)
- Forró em Caruaru, Zé Dantas (1955)
- Forró em Limoeiro, Edgar Ferreira (1953)
- Lágrima, Jackson do Pandeiro, José Garcia et Sebastião Nunes (1959)
- Mané Gardino, Ari Monteiro et Elias Soares (1960)
- Meu enxoval, Gordurinha et Jackson do Pandeiro (1958)
- Morena bela, Juarez Santiago et Onildo Almeida (1975)
- Moxotó, José Gomes et Rosil Cavalcanti (1956)
- Na base da chinela, Jackson do Pandeiro et Rosil Cavalcanti (1962)
- O canto da ema, Alventino Cavalcanti, Aires Viana et João do Vale (1956)
- O puxa-saco, Zé Catraca (1972)
- Rosa, Ruy de Moraes e Silva (1956)
- Sebastiana, Rosil Cavalcanti (1953)
- Sina de cigarra, Delmiro Ramos et Jackson do Pandeiro (1972)
- Um a um, Edgar Ferreira (1954)
- Velho gagá, Almira Castilho et Paulo Gracindo (1961)
- Vou gargalhar, Edgar Ferreira (1954)
- Xote de Copacabana, José Gomes (1954)